# ماجرای خارجی
ماجرای خارجی (انگلیسی: A Foreign Affair) فیلمی در ژانر کمدی به کارگردانی بیلی وایلدر محصول سال ۱۹۴۸ کشور ایالات متحده آمریکا است.

## بازیگران
- جین آرتور در نقش Phoebe Frost
- مارلنه دیتریش در نقش Erika von Schlütow
- جان لوند در نقش Captain John Pringle
- میلارد میچل در نقش Col. Rufus J. Plummer
- Peter von Zerneck در نقش Hans Otto Birgel
- Stanley Prager در نقش Mike
- William Murphy در نقش Joe
- Raymond Bond در نقش Congressman Pennecot
- Boyd Davis در نقش Congressman Giffin
- Robert Malcolm در نقش Congressman Kramer
- Charles Meredith در نقش Congressman Yandell
- Michael Raffetto در نقش Congressman Salvatore
- Damian O'Flynn در نقش Lieutenant Colonel
- Frank Fenton در نقش Major Mathews
- James Larmore در نقش Lieutenant Hornby
- گوردون جونز در نقش Military Police
- فردریک هالندر pianist at the Lorelei night club